# Церква святого Георгія (Сопотниця)
Церква Святого Георгія (серб. Црква Светог Ђорђа, босн. Crkva Sv. Georgija) — православна церква у селі Сопотниця общини Ново-Горажде Республіки Сербської Боснії і Герцеговини. Належить до Дабро-Боснійської митрополії. З 2008 року входить у список національних пам'яток Боснії і Герцеговини.

## Галерея

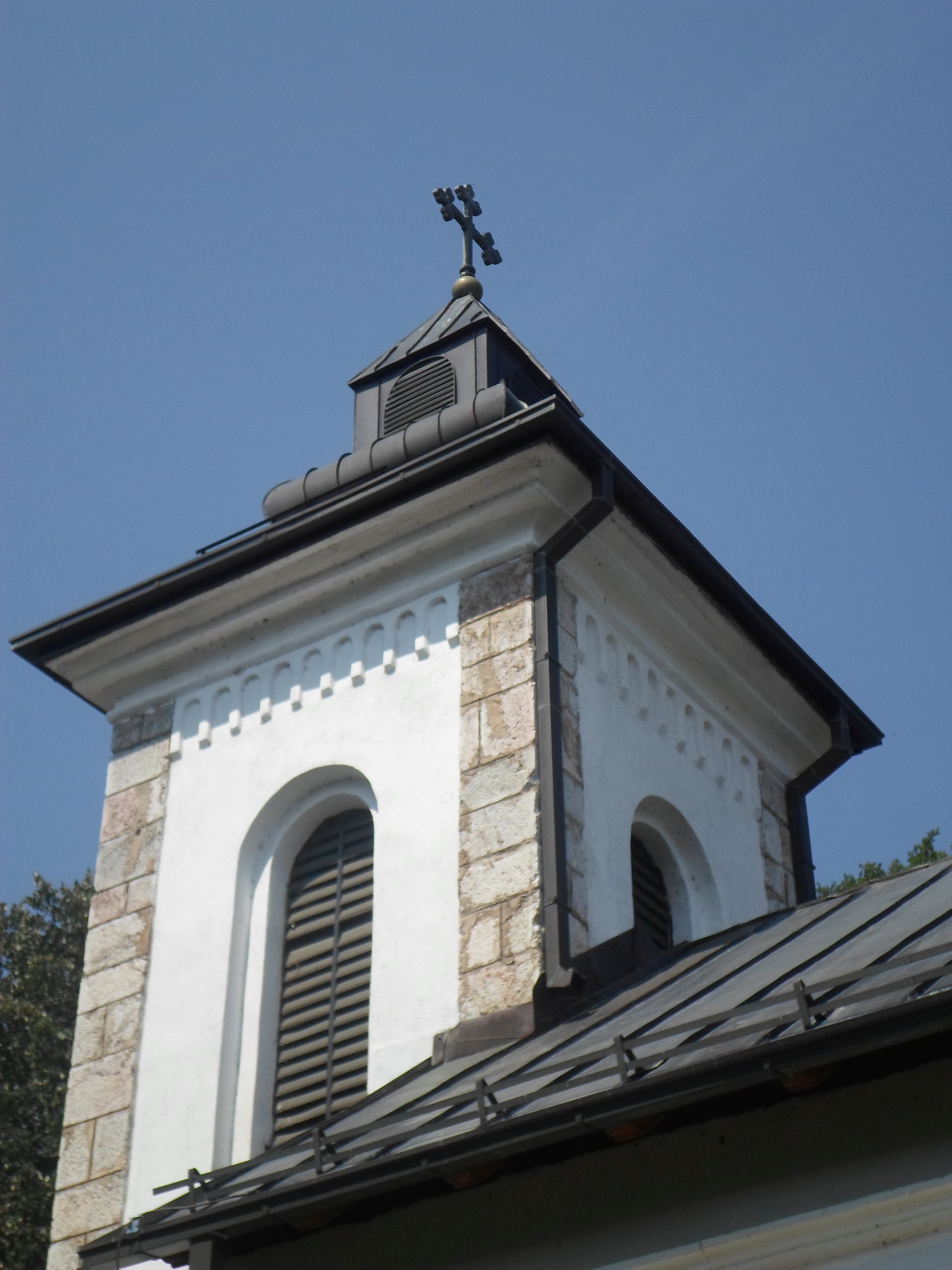
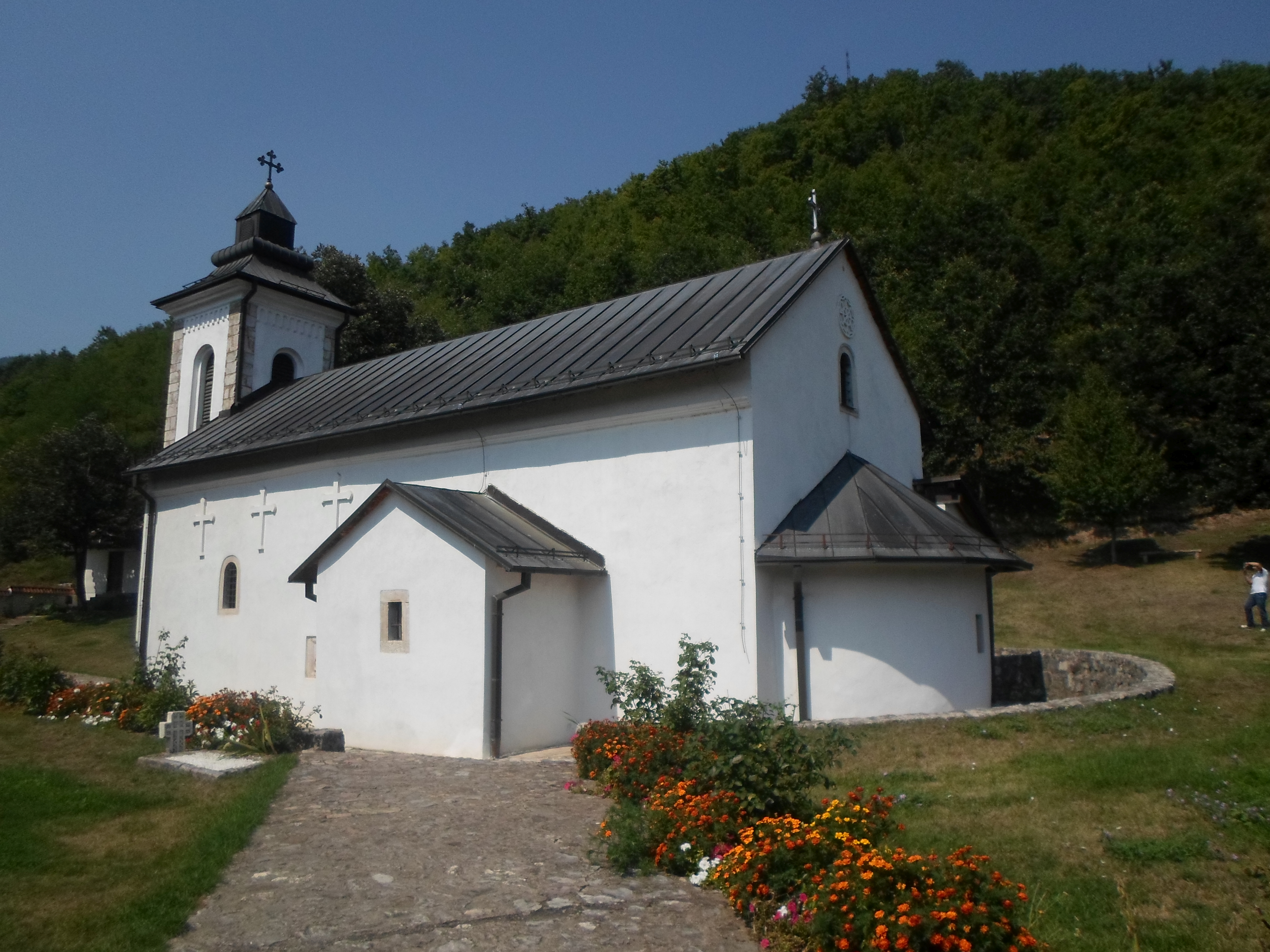
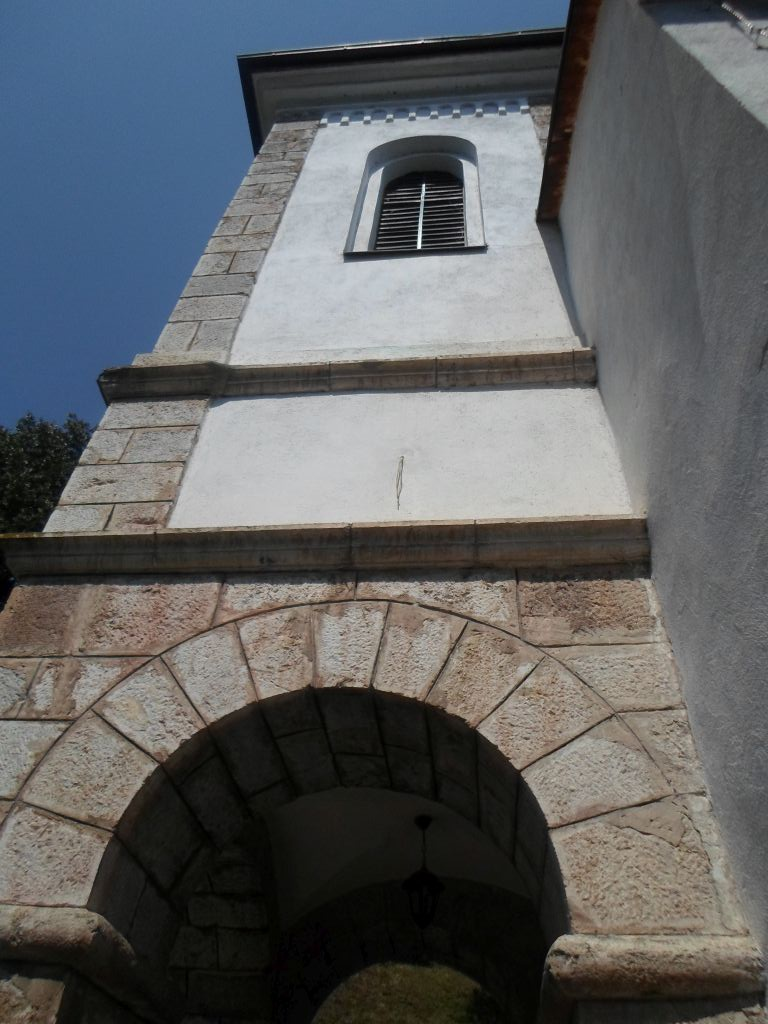
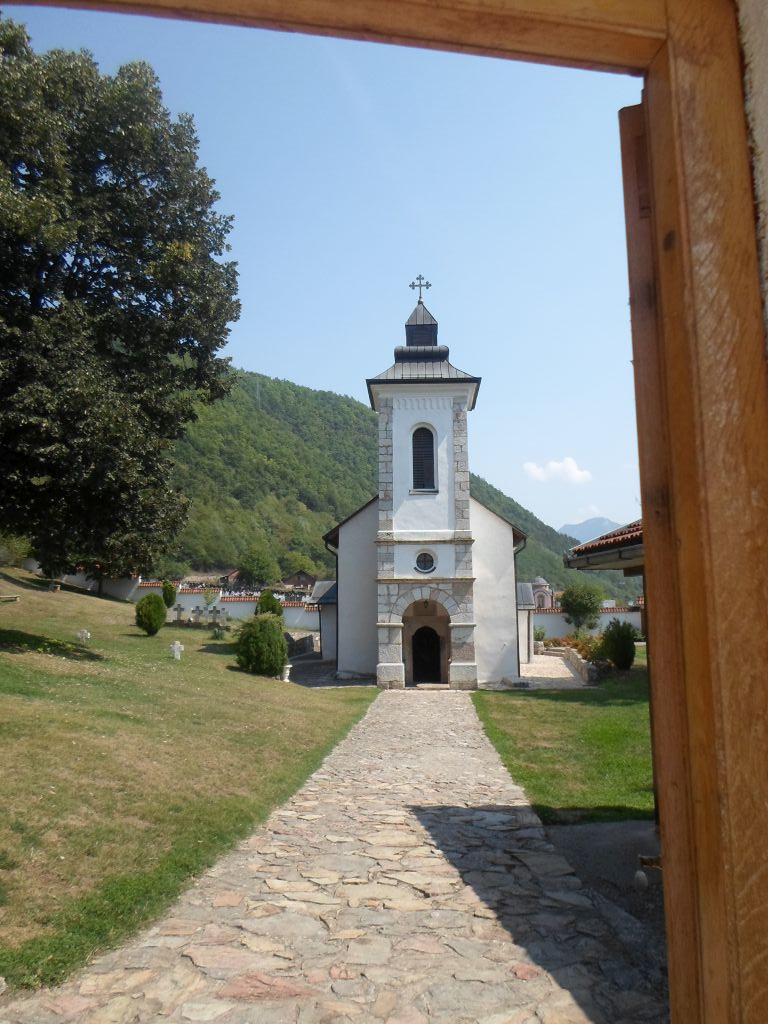
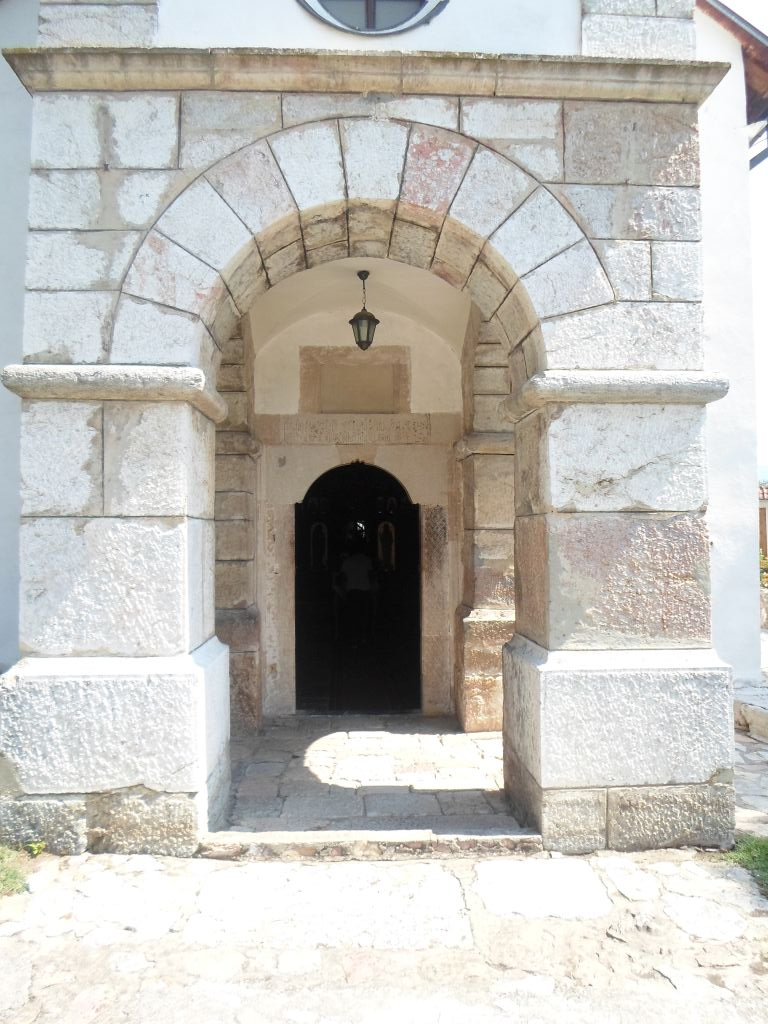
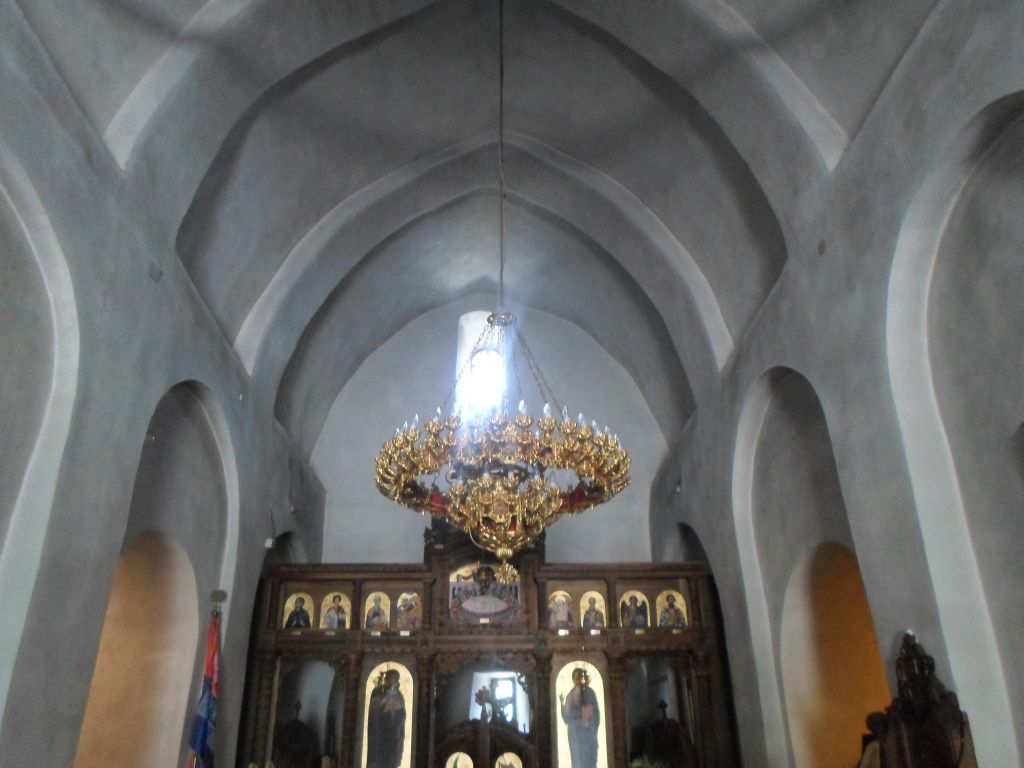
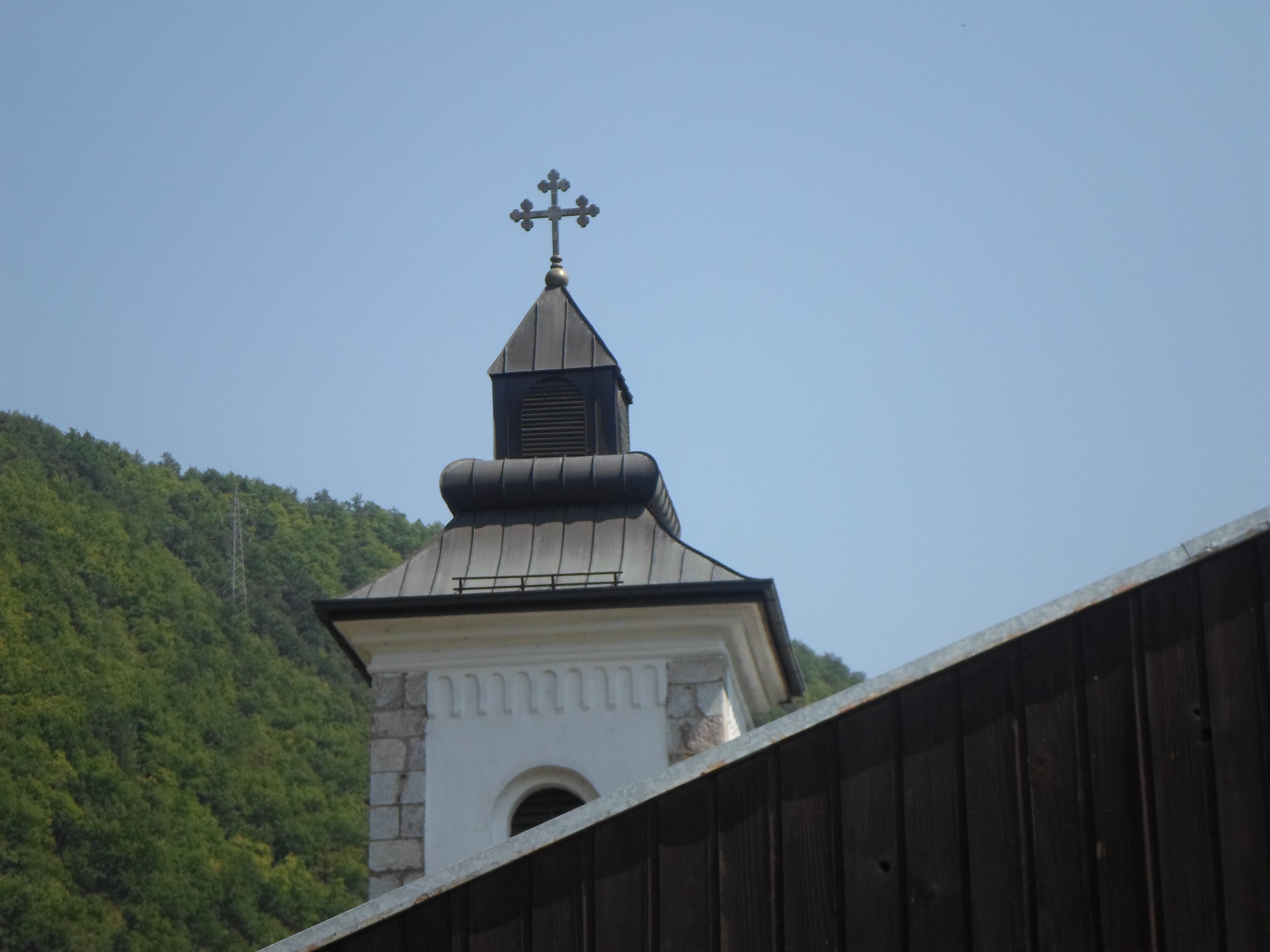
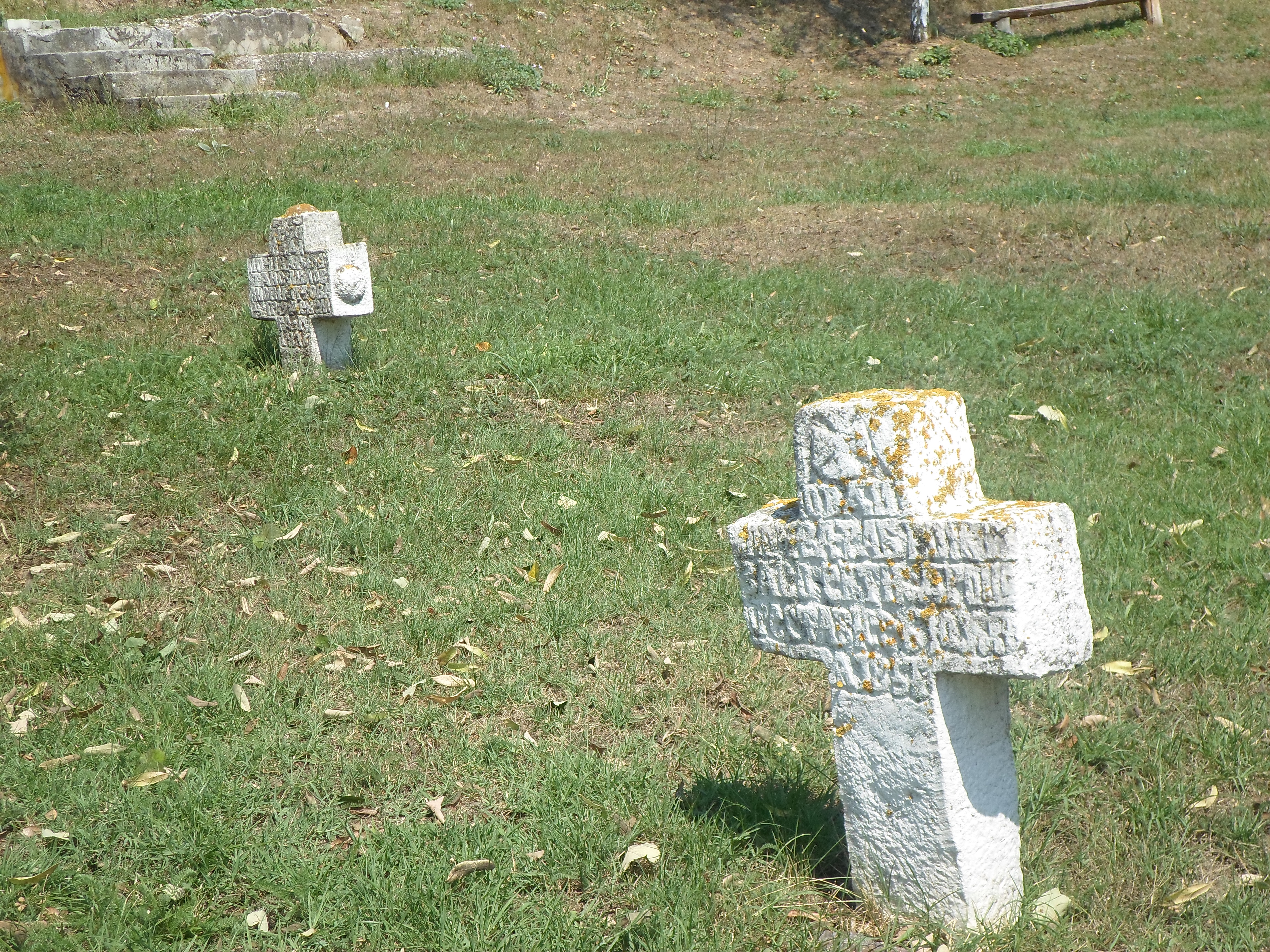
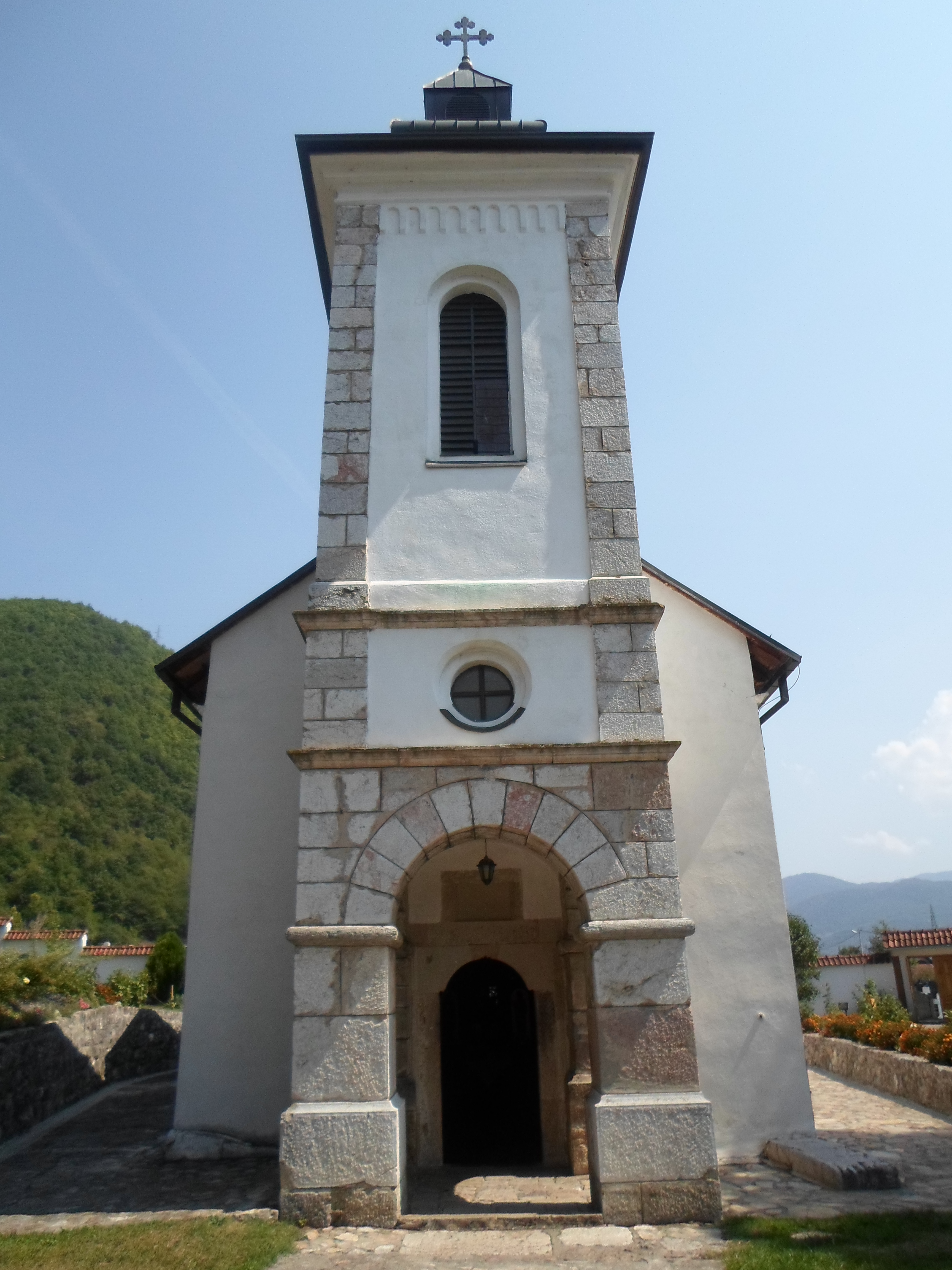
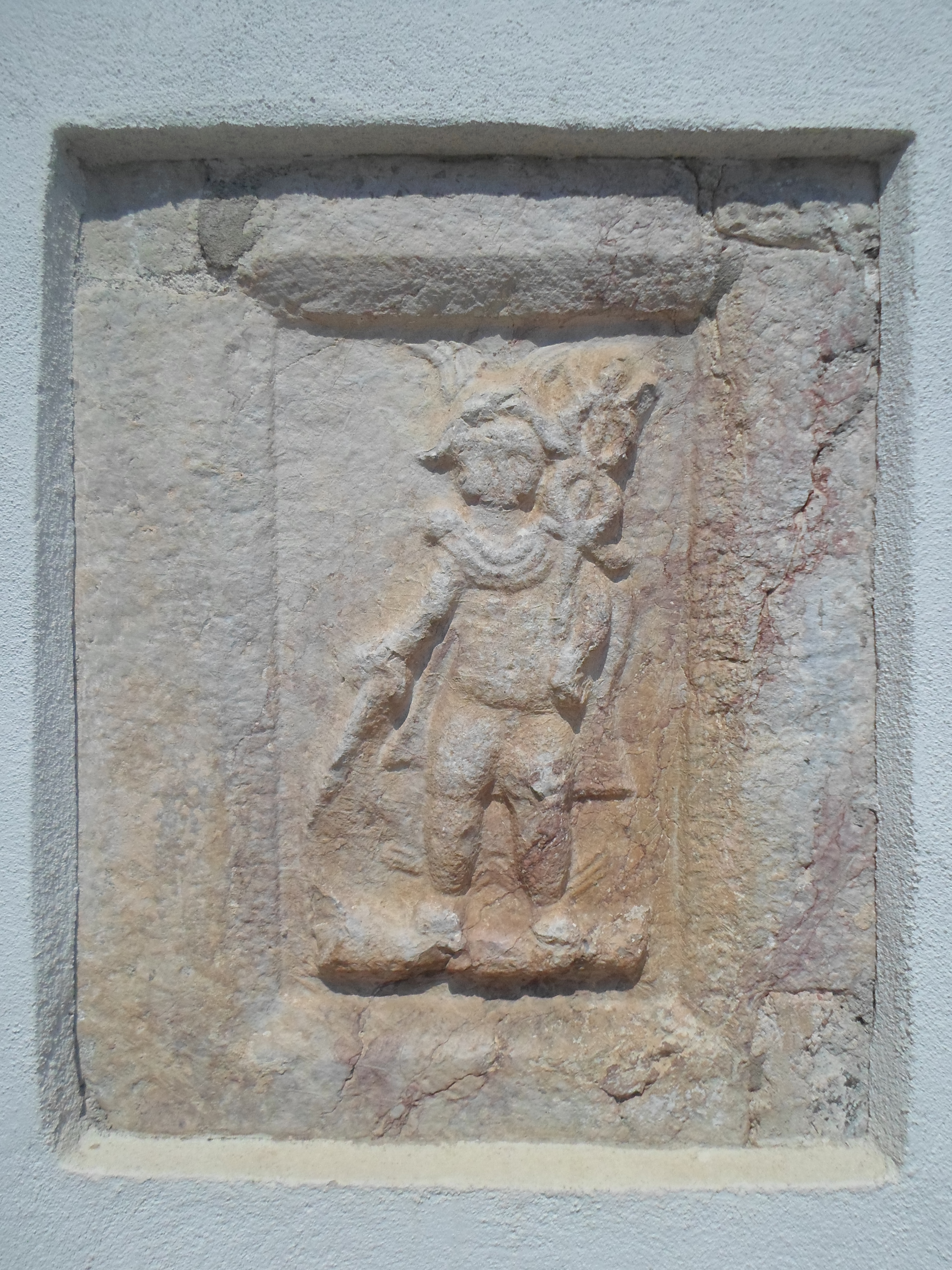
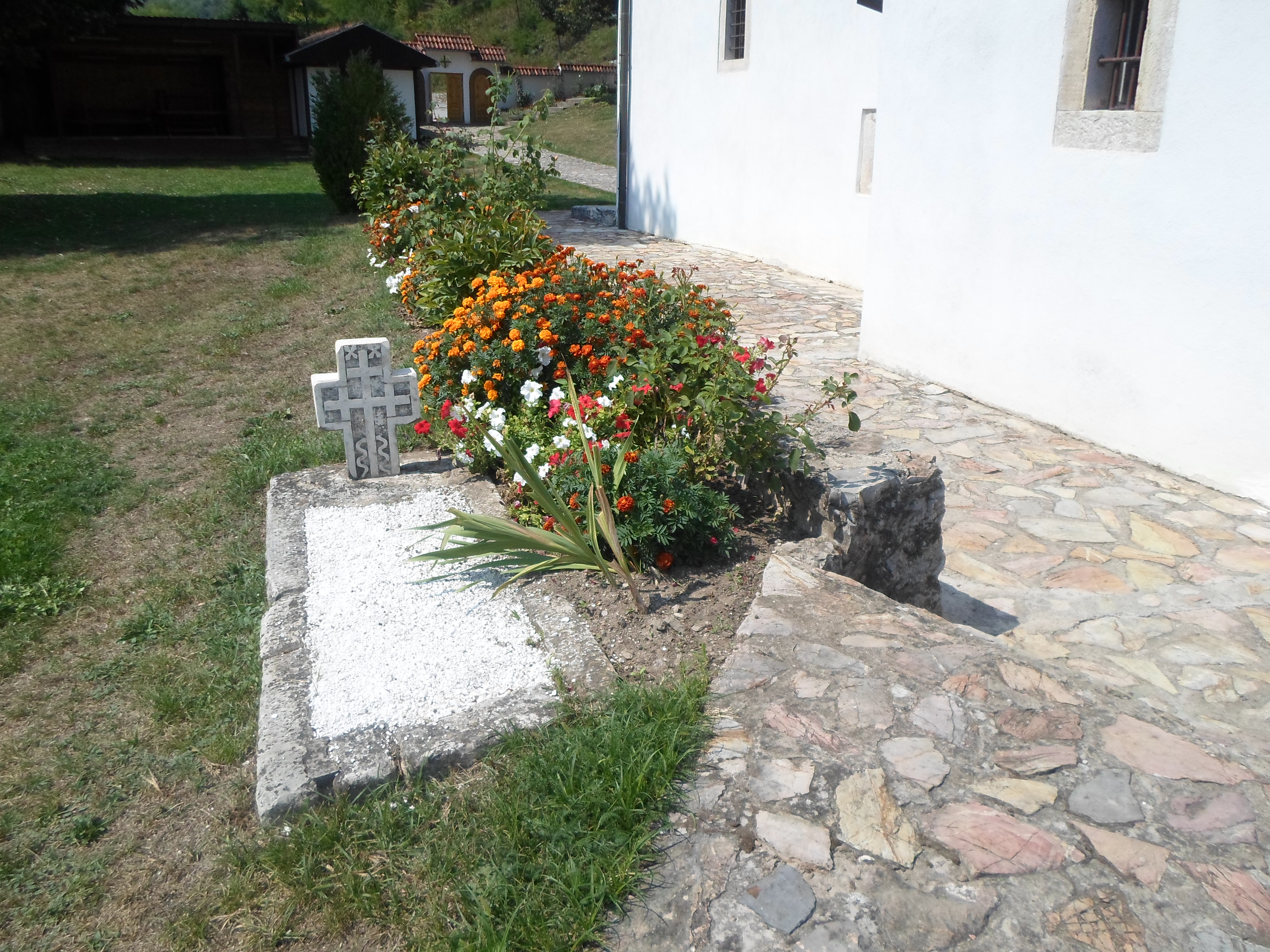
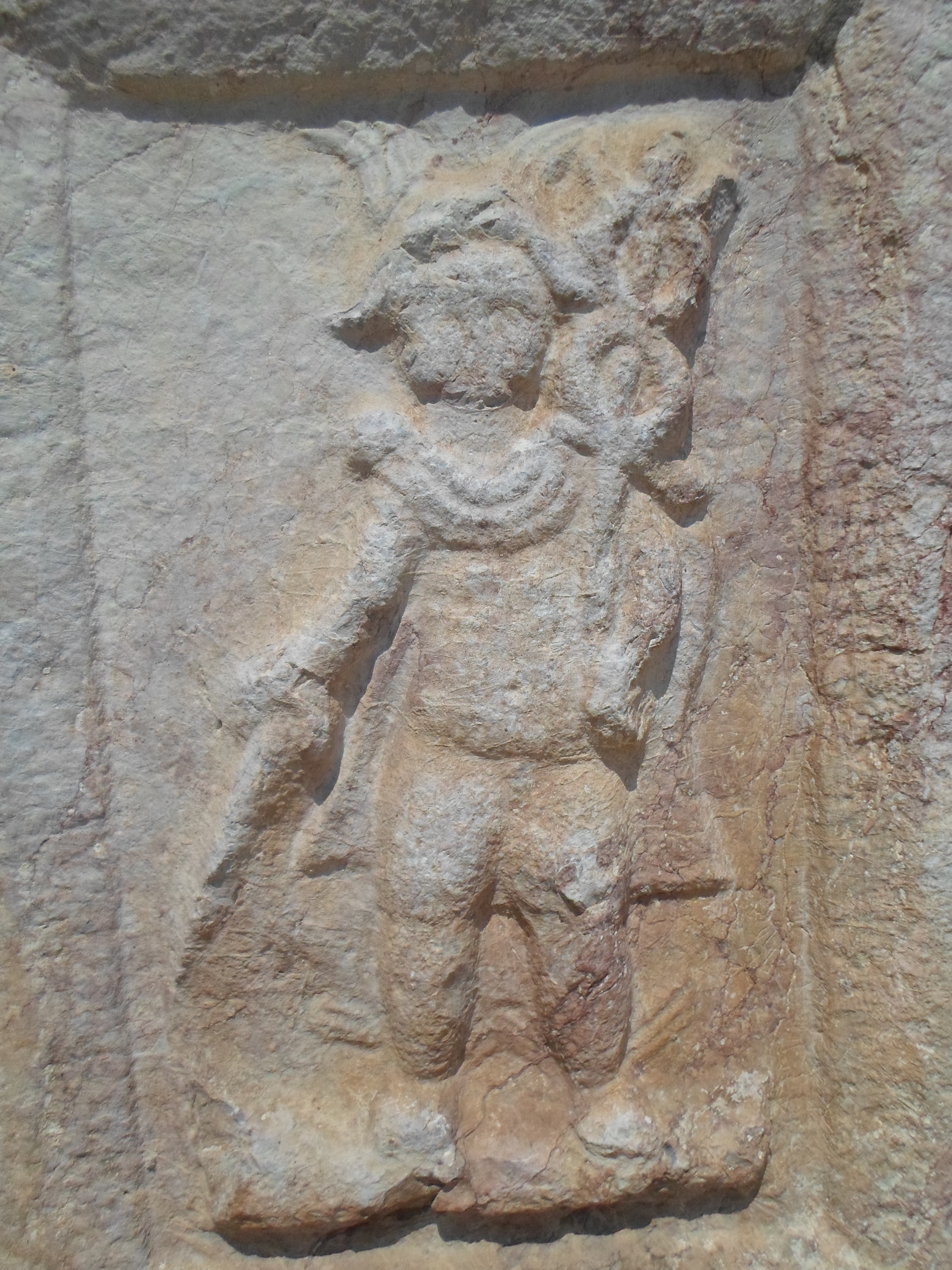
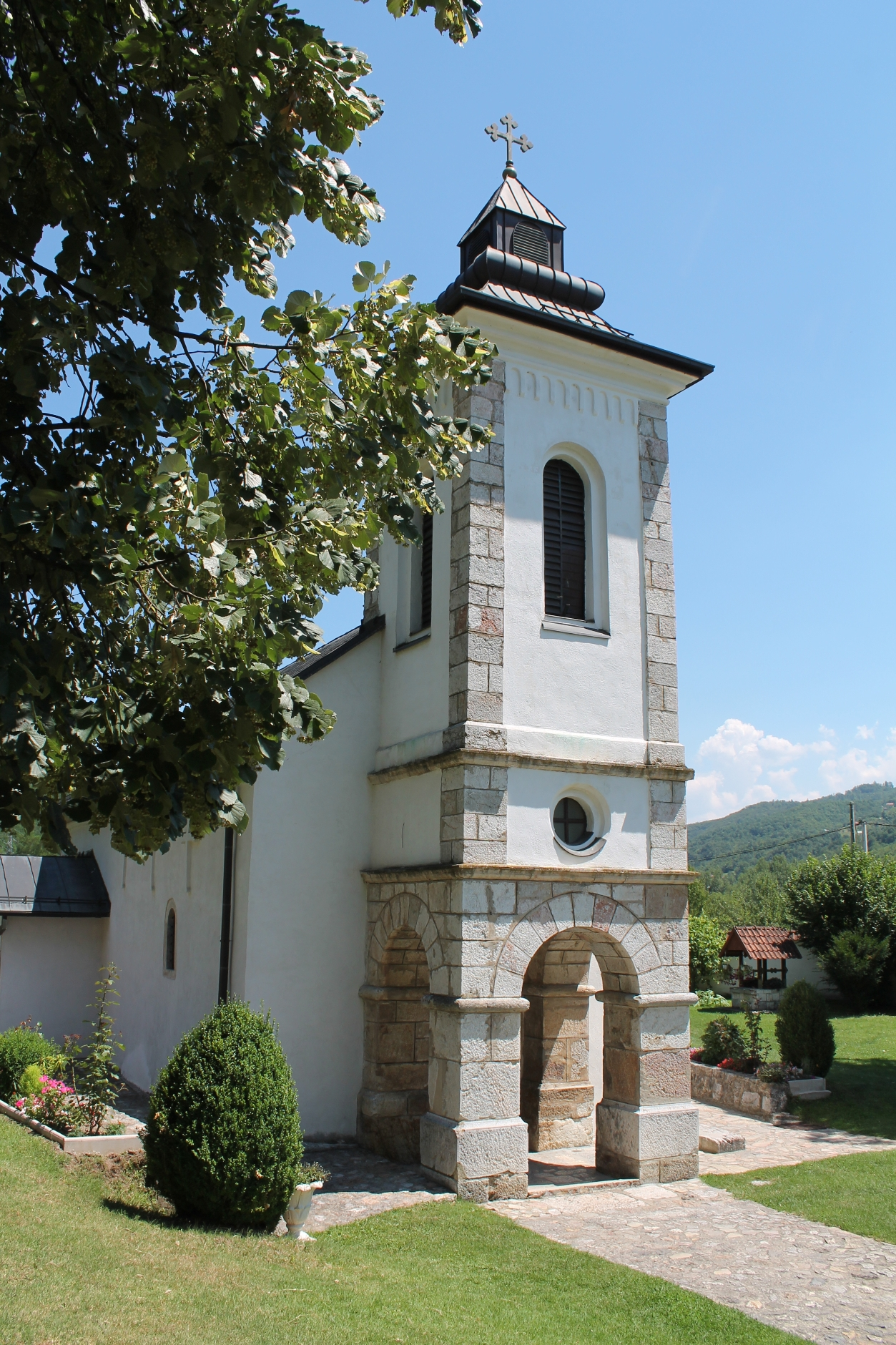
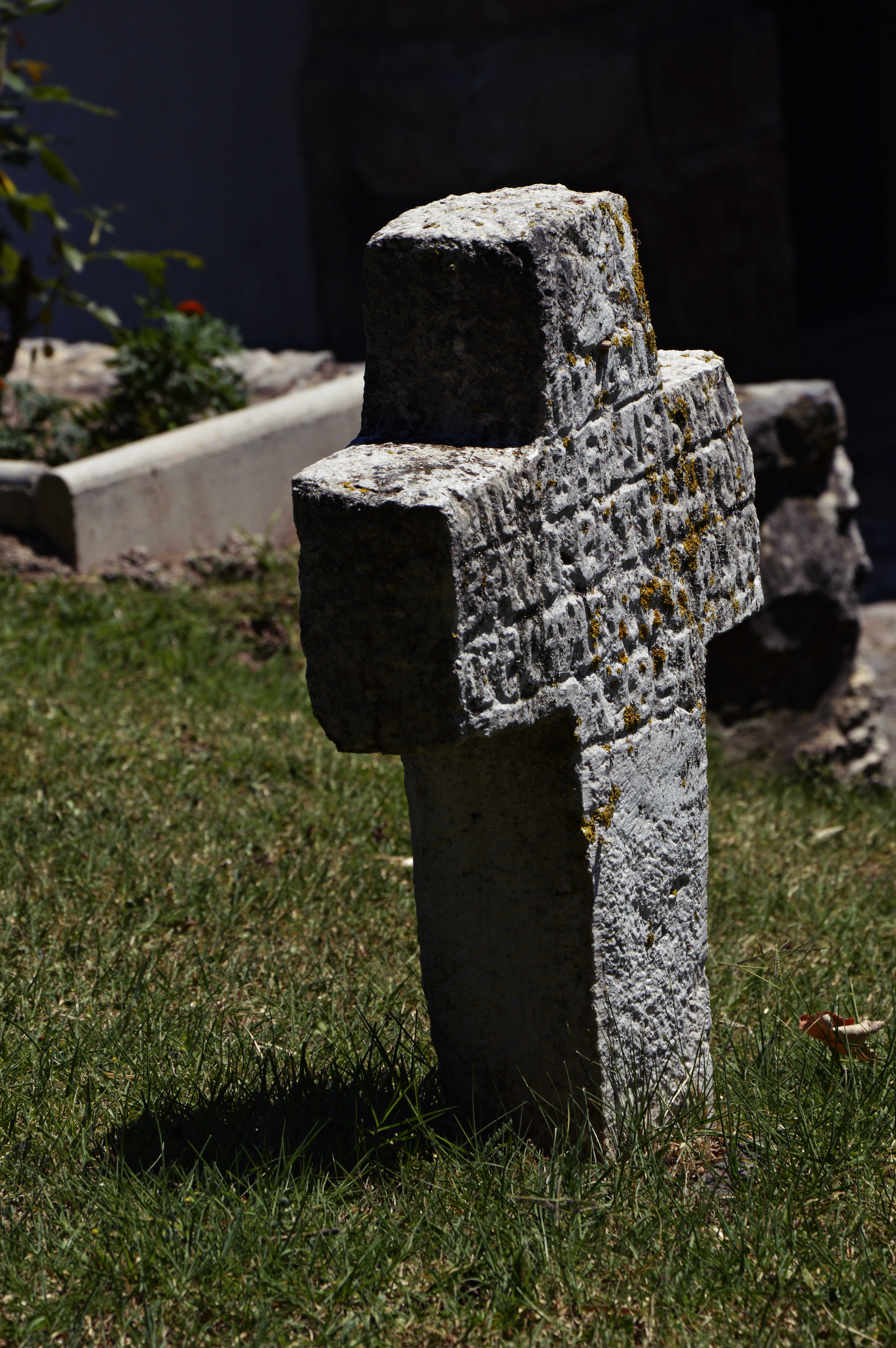